# 林肯巴赫
林肯巴赫是德国莱茵兰-普法尔茨州的一个市镇。总面积5.43平方公里，总人口478人，其中男性241人，女性237人（2011年12月31日），人口密度88人/平方公里。